# منصور بن متعب بن عبد العزيز آل سعود
الأمير منصور بن متعب بن عبد العزيز آل سعود، وزير سعودي برتبة وزير دولة عضو مجلس الوزراء السعودي. وزير الشؤون البلدية والقروية السابق من 14 ذو القعدة 1430 هـ الموافق 2 نوفمبر 2009. وهو الابن الأكبر للأمير متعب بن عبد العزيز آل سعود. ووالدته الأميرة نورة بنت محمد بن عبد الله بن عبد اللطيف آل الشيخ.

## دراسته
حاصل على شهاده الدكتوراه في الإدارة العامة من الولايات المتحدة.

## مناصبه الحكومية
- عمل أستاذاً في كلية إدارة الأعمال في قسم الإدارة العامة في جامعة الملك سعود منذ حصوله على الدكتوراه وحتى عام 1424 هـ.
- رئيس لقسم الإدارة العامة بكلية إدارة الأعمال.
- وكيل وزير الشؤون البلدية والقروية من عام 1424 هـ - 1427 هـ.
- نائب وزير الشؤون البلدية والقروية من عام 1427 هـ - 1430 هـ.
- وزير الشؤون البلدية والقروية من عام 1430 هـ - 1436 هـ.

## أسرته
زوجته الأميرة ابتسام بنت يزيد بن عبد الله آل سعود (ابنة الأميرة نورة الثانية بنت عبد العزيز آل سعود)

### أبناؤه
- الأميرة نورة بنت منصور بن متعب بن عبد العزيز آل سعود. متزوجة من الأمير عبد الله بن خالد بن عبد الله بن محمد آل سعود ولها من الأبناء الأمير محمد ، الأميرة ريما ، الأمير عبد العزيز ، والأميرة لولوة .
- الأمير محمد بن منصور بن متعب بن عبد العزيز آل سعود. متزوج من الأميرة مشاعل بنت خالد بن عبد الله بن محمد آل سعود وله من الأبناء الأمير منصور، الأميرة نورة ، الأمير خالد ، والأميرة نوف .
- الأمير سعود بن منصور بن متعب بن عبد العزيز آل سعود. متزوج من الأميرة نوف بنت عبد الله بن مساعد بن عبد العزيز آل سعود وله من الأبناء الأمير متعب، الأمير عبد الله، الأميرة لولوة ، والأمير فهد .
- الأميرة سارة بنت منصور بن متعب بن عبد العزيز آل سعود. متزوجة من الأمير فهد بن خالد بن فيصل بن سعد الأول آل سعود.
- الأمير فيصل بن منصور بن متعب بن عبد العزيز آل سعود. متزوج من الأميرة الجوهرة بنت فهد بن تركي الثاني بن عبد العزيز آل سعود.

| سبقه متعب بن عبد العزيز آل سعود | وزير الشؤون البلدية والقروية السعودي 1430 هـ - 1436 هـ | تبعه عبد اللطيف آل الشيخ |